# Syneches vineus
Syneches vineus är en tvåvingeart som beskrevs av Wilder 1974. Syneches vineus ingår i släktet Syneches och familjen puckeldansflugor.
Artens utbredningsområde är Dominica. Inga underarter finns listade i Catalogue of Life.